# Суходольський Богдан
Богдан Суходольський (пол. Bogdan Suchodolski, 27 грудня 1903, Сосновець — 2 жовтня 1992, Констанцин-Єзьорна) — польський філософ, історик науки та культури, педагог, від 1938 року професор Львівського університету Яна-Казимира, від 1946 року професор Варшавського університету, протягом 1958–1974 років директор Інституту історії науки імені Людвіка та Александра Біркенмаєрів Польської академії наук; посол сейму Польської Народної Республіки IX каденції, член загальнопольського комітету «Фронт єдності народу» та Національної ради «Патріотичного руху національного відродження».

## Біографія
Від 24 липня 1938 року був професором педагогіки на Гуманітарному факультеті Львівського університету Яна-Казимира, У 1946-1970 рр. професором Варшавського університету, у 1958-1968 рр. – директором Інституту педагогічних наук цього ж університету. 
У 1946 Богдан Суходольський став членом Польської академії знань, а у 1952 - Польської академії наук. У 1965–1970 роках працював заступником наукового секретаря Польської академії наук. У 1958-1974 роках був головою Комітету педагогічних наук Польської академії наук. У червні 1968 року він став членом Почесного комітету святкування 500-річчя від дня народження Миколая Коперника.
Від 20 грудня 1982 року голова Національної ради з питань культури, з 12 червня 1986 року заступив на другий термін. З 1985 по 1989 рік був депутатом Сейму. У 1988–1990 роках був членом Ради охорони місць боротьби і мучеництва.
Почесний доктор Берлінського університету імені Гумбольдтів, Московського державного університету імені М. В. Ломоносова, Падуанського університету, Академії педагогічних наук у Берліні, [[Опольський університет|Опольського університету], Сілезького університету у Катовицях та Варшавського університету.
22 липня 1964 року з нагоди 20-річчя Народної Польщі отримав державну нагороду II ступеня.
Автор наукових праць у галузі педагогіки, історії польської науки та філософії.
Богдан Суходольський похований на na Повонзківському цвинтарі (сектор T-1-6).

## Публікації
- Wychowanie moralno-społeczne (1936)
- Uspołecznienie kultury (1937)
- Skąd i dokąd idziemy? Przewodnik po zagadnieniach kultury współczesnej (1943/1999), перше видання під псевдонімом R. Jadźwing.
- Dusza niemiecka w świetle filozofii (1947)
- Wychowanie dla przyszłości (1947/1968)
- O pedagogikę na miarę naszych czasów (1958)
- Narodziny nowożytnej filozofii człowieka (1963)
- Rozwój nowożytnej filozofii człowieka (1967)
- Trzy pedagogiki (1970)
- Komisja Edukacji Narodowej (1972)
- Problemy wychowania w cywilizacji współczesnej (1974)
- Komeński (1979)
- Kim jest człowiek?(1985) 1985
- Wychowanie mimo wszystko (1990)

## Ордени та нагороди
- Орден Будівельників Народної Польщі
- Орден Прапору Праці I ступеня (двічі)
- Командор Ордену Відродження Польщі[17]
- Кавалер Ордену Відродження Польщі (16 липня 1954)[18]
- Медаль 10-річчя Народної Польщі (14 січня 1955)[19]
- Медаль Комісії Народної Освіти
- Срібний Академічний лавр (5 листопада 1935)[20]
- Знак почесного звання «Заслужений Учитель Польської Народної Республіки»